# Bloqueio do WhatsApp no Brasil

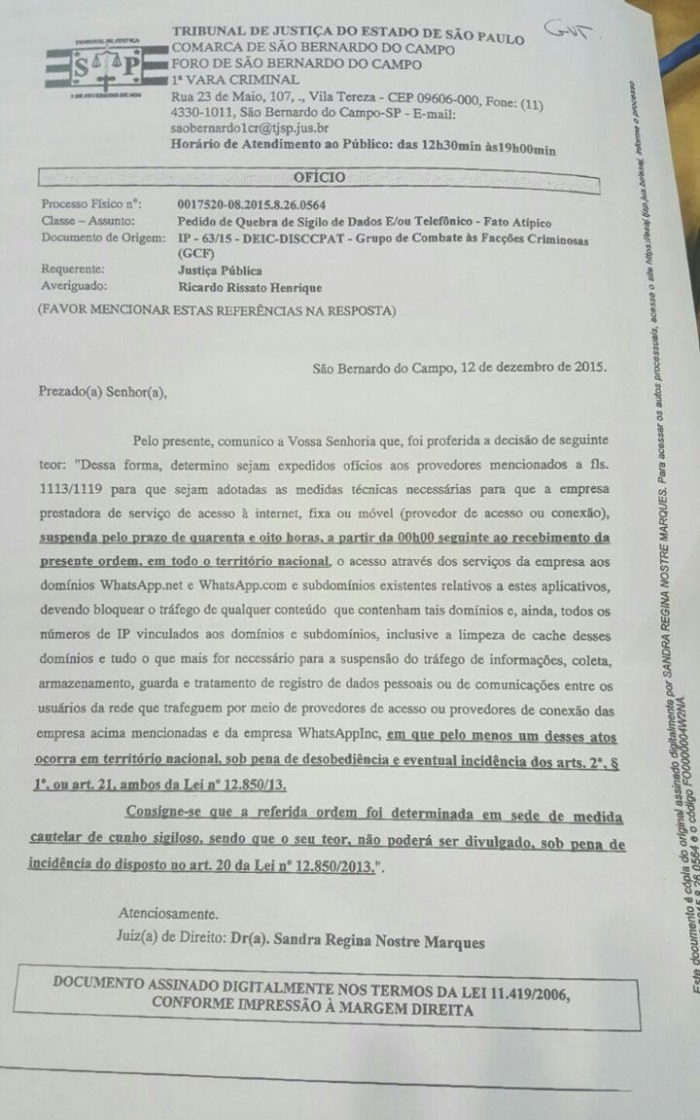
Em dezembro de 2015, a justiça brasileira determinou a operadoras de telefonia o bloqueio do aplicativo WhatsApp, pelo período de 48 horas

O bloqueio do WhatsApp no Brasil foi determinado por quatro decisões judiciais, proferidas entre fevereiro de 2015 e julho de 2016, e é objeto de duas ações de controle de constitucionalidade em julgamento pelo Supremo Tribunal Federal: a ADPF 403 e a ADI 5527.

## Episódios

### Primeiro caso: fevereiro de 2015
Em fevereiro de 2015, o juiz Luiz de Moura Correia, da Justiça do Piauí, determinou a suspensão temporária do WhatsApp em todo o Brasil. Essa decisão foi tomada depois que o aplicativo se recusou a dar informações sobre um inquérito policial que investigava um crime de pedofilia ocorrido em Teresina, capital piauiense.Contudo, a decisão logo foi derrubada pelos desembargadores Raimundo Nonato da Costa Alencar e José Ribamar Oliveira, e o bloqueio não chegou a ser implementado.

### Segundo caso: dezembro de 2015
Em 16 de dezembro de 2015, uma nova decisão judicial, proferida sob segredo de justiça por de Sandra Regina Nostre Marques, Juíza de Direito da 1ª Vara Criminal de São Bernardo do Campo, no estado de São Paulo, determinou o bloqueio do aplicativo por um período de 48 horas. O caso envolvia a investigação dos crimes de latrocínio, tráfico de drogas e associação ao Primeiro Comando da Capital.
O bloqueio começou a ser efetivado na madrugada do dia 17 e durou cerca de 12 horas. Segundo o jornal Estadão, este foi o primeiro caso de bloqueio a aplicativos em países democráticos.
No Jornal da Cultura do dia 16 de dezembro, o filósofo Luis Felipe Pondé criticou a proibição do WhatsApp ocorrida naquele mês, dizendo que se tratava de uma palhaçada e mais um indicativo de que o Brasil seria um país na idade da pedra, indagando-se então se a juíza não teria noção de que o WhatsApp é uma ferramenta econômica. 
Roberto Delmanto Junior, por sua vez, disse que é algo inacreditável uma juíza de primeira instância afetar todo o Brasil, especulando logo em seguida se seria o caso de alguém que sofreria de "juizite".
| “ | "Nós estamos desapontados com a decisão míope de bloquear o acesso ao WhatsApp, uma ferramenta de comunicação da qual tantos brasileiros vieram a depender, e tristes de ver o Brasil se isolar do mundo. | ” |

O aplicativo Telegram, uma das principais alternativas ao WhatsApp e que possui código aberto, passou a ter 500 mil novos usuários brasileiros em um intervalo de três horas, de acordo com o próprio app.Às duas horas da manhã do dia 17, quando passou a vigorar o bloqueio, o Telegram já havia recebido mais de 1,5 milhão de novos usuários brasileiros e o sistema passou a enfrentar instabilidade. Às 4h o Telegram afirmou que os sistemas de SMS pararam de entregar mensagens no Brasil.
No mesmo dia 17, o desembargador Xavier de Souza, da 11ª Câmara Criminal do Tribunal de Justiça do Estado de São Paulo, analisando um mandado de segurança impetrado pelo WhatsApp, cassou a decisão de bloqueio.

### Terceiro caso: maio de 2016
Um terceiro bloqueio judicial do aplicativo aconteceu às 14h do dia 2 de maio de 2016 (uma segunda-feira). De acordo com a Folha de S.Paulo, a decisão, de 26 de abril, de bloqueio do WhatsApp por 72 horas foi do juiz Marcel Montalvão, da comarca de Lagarto, no estado de Sergipe, que definiu o bloqueio depois que o WhatsApp se negou a cumprir determinação de quebra de sigilo de dados trocados entre investigados criminais relacionadas a uma quadrilha interestadual de drogas investigada pela Polícia Federal.
No dia 3 de maio, o WhatsApp conseguiu obter uma decisão favorável da Justiça de Sergipe e o serviço foi desbloqueado, e por volta das 17h o serviço foi gradativamente estabelecido no país. O desembargador do Tribunal de Justiça de Sergipe, Ricardo Múcio Santana de Abreu Lima, aceitou o pedido de reconsideração dos advogados do WhatsApp. Durante o bloqueio, o aplicativo de mensagens Telegram foi o mais sugerido pelos usuários de redes sociais como alternativa ao WhatsApp, segundo um monitoramento da TNS.

### Quarto caso: julho de 2016
Um novo bloqueio foi solicitado pela juíza Daniela Barbosa Assumpção de Souza, da comarca de Duque de Caxias (RJ) em 19 de julho de 2016. O pedido da juíza é para que o WhatsApp intercepte mensagens de envolvidos em crimes na região. Como após três notificações o Facebook não atendeu aos pedidos, a juíza pediu o bloqueio. A justiça espera que o Facebook faça com que o WhatsApp desvie mensagens antes da criptografia ou então desenvolva tecnologia para quebrar a criptografia. A multa para o Facebook pelo não cumprimento é de 50 mil por dia.
Para Barbosa, o Facebook trata a autoridade judicial com deszelo:
| “ | Ao ofício assinado por esta magistrada, contendo a ordem de quebra e interceptação telemáticas das mensagens do aplicativo Whatsapp, a referida empresa respondeu através de e-mail redigido em inglês, como se esta fosse a língua oficial deste país, em total desprezo às leis nacionais, inclusive porque se trata de empresa que possui estabelecida filial no Brasil e, portanto, sujeita às leis e à língua nacional, tratando o país como uma 'republiqueta' com a qual parece estar acostumada a tratar. (…) Duvida esta magistrada que em seu país de origem uma autoridade judicial, ou qualquer outra autoridade, seja tratada com tal deszelo. | ” |
|   | — Daniela Barbosa. |   |

O bloqueio foi cancelado, no mesmo dia, por liminar concedida por Ricardo Lewandowski, ministro do STF, ao Partido Popular Socialista (PPS). Por volta das 18 horas, muitos utilizadores já relatavam estarem conseguindo utilizar o serviço normalmente.
Na noite seguinte, pelo Jornal da Gazeta, Edição das 10, o comentarista de política José Nêumanne Pinto teceu duras críticas a Lewandowski e a Zuckerberg. "O Ministro desmoralizou a juíza e aceitou que uma empresa americana também desmoralizasse a justiça brasileira, da qual ele é o principal representante."

## Controvérsias e questionamentos
Para todos os 3 primeiros casos, os advogados da empresa no País entraram com o argumento no pedido de recurso de que a decisão dos juízes foi “desproporcional”. E é exatamente essa a opinião do presidente da Agência Nacional de Telecomunicações (Anatel), João Rezende, que afirmou que "o bloqueio do aplicativo WhatsApp em todo o país é uma medida desproporcional porque acaba punindo os usuários do serviço." Fabro Steibel, diretor-executivo do Instituto de Tecnologia e Sociedade do Rio (ITS-RIO), lembrou que estas decisões de bloqueio não seguem o princípio de proporcionalidade defendido pelo Marco Civil da Internet.
Para o criminalista Fernando Augusto Fernandes, a medida prejudica usuários do aplicativo e o ambiente de negócios do país. Segundo ele "nenhum juiz tem o poder de impedir a comunicação de milhares de pessoas que não estão sob sua jurisdição, já que não somos réus no processo que preside."
Na opinião do advogado Fábio Martins Di Jorge, além de abusiva, a medida mancha a imagem do Judiciário em um momento que este Poder busca se aproximar da população.
Já o criminalista Daniel Bialski destacou que o bloqueio do WhatsApp não prejudica apenas cidadãos comuns, mas também as comunicações entre funcionários da Justiça.
Carlos Affonso Souza, especialista em direito e diretor do centro de estudos ITS-Rio, sugere que se implemente um acordo de assistência judiciária firmado entre o Brasil e os EUA – em vigor no país desde 2001 e que facilita a cooperação dos Judiciários dos dois países – como uma solução mais adequada a esse tipo de enfrentamento entre empresas de tecnologia e o Poder Judiciário.